# Nightbitch (Film)
Nightbitch ist eine Horrorkomödie von Marielle Heller. Der Film, mit Amy Adams in der Hauptrolle als Künstlerin, die zur Hausfrau wird und sich langsam in einen Hund verwandelt, basiert auf dem gleichnamigen Roman von Rachel Yoder und feierte im September 2024 beim Toronto International Film Festival seine Premiere. Der US-Kinostart war Anfang Dezember 2024.

## Handlung
Eine Künstlerin und Kuratorin unterbricht ihre Karriere und wird zur Hausfrau, um ein neues Kapitel in ihrem Leben aufzuschlagen und sich um ihren kleinen Sohn zu kümmern, da ihr Mann häufig geschäftlich unterwegs ist. Sie liebt ihren Sohn innig, aber das bewahrt sie nicht davor, sich isoliert und erschöpft zu fühlen.

## Produktion

### Literarische Vorlage
„Ich bin ständig wütend. Eines Tages würde ich meine eigene Kunst gerne auf eine Kritik dieser modernen Systeme ausrichten, die all dies zum Ausdruck bringt, aber mein Gehirn funktioniert nicht mehr so wie vor dem Baby und ich bin jetzt wirklich dumm. Ich habe Angst, dass ich nie wieder klug oder glücklich oder dünn sein werde. Ich habe Angst, dass ich mich in einen Hund verwandle.“

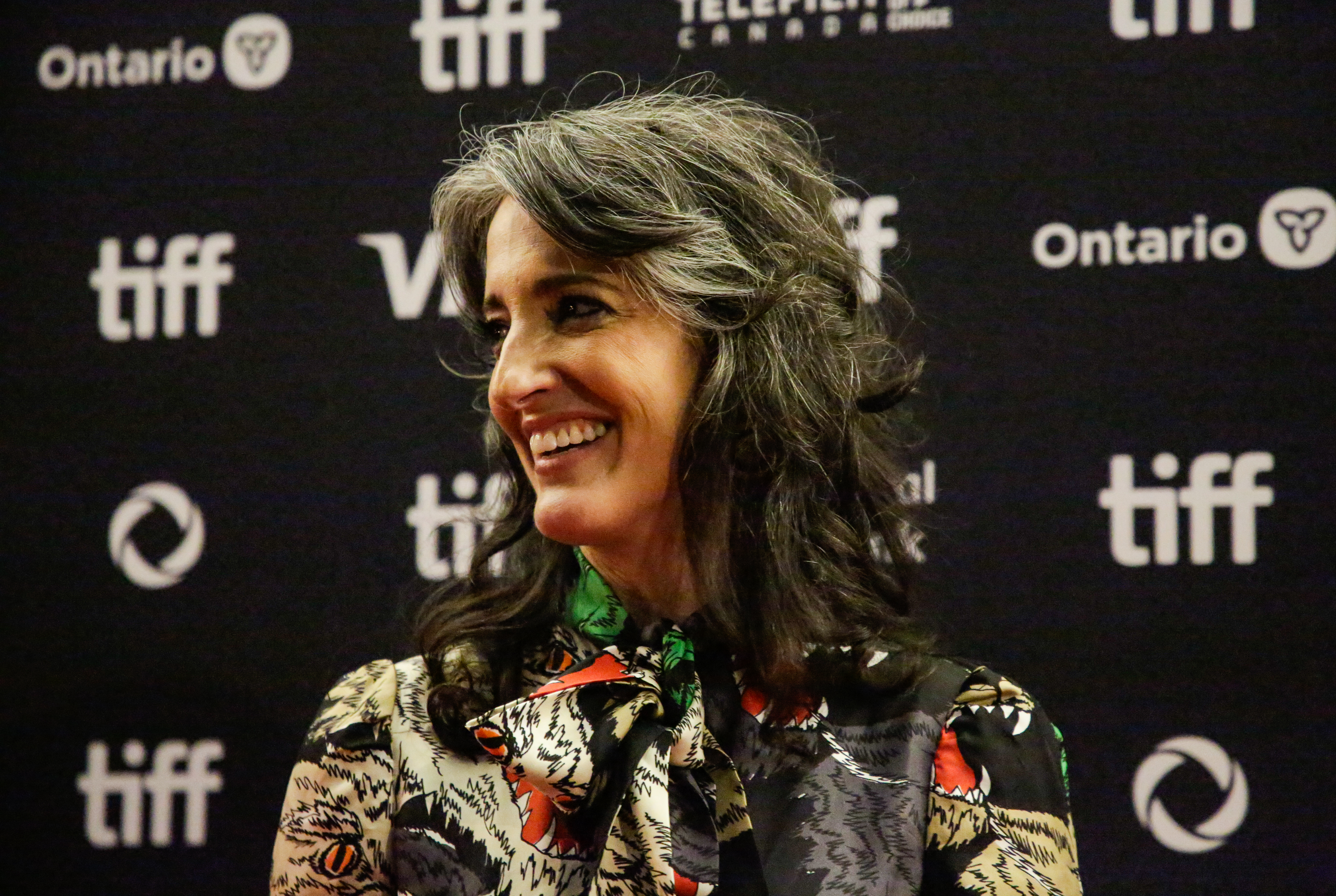
Der Film basiert auf einem Roman von Rachel Yoder

Der Film basiert auf dem Roman Nightbitch von Rachel Yoder aus dem Jahr 2021. Sie ist Gründerin des Magazins draft, the journal of process, und ihre Geschichten und Essays wurden unter anderem in der New York Times veröffentlicht. Nightbitch ist ihr Debütroman. In den USA wurde dieser als unerschrockener Beitrag zu kritischer Mutterschaft gefeiert und als die weibliche Antwort auf Franz Kafka. Ähnlich wie in dessen Verwandlung durchläuft in Nightbitch eine Person eine ungeheure körperliche Transformation vom Menschen zum Tier, in diesem Fall eine 37-jährige Mutter.

### Regie und Drehbuch
Regie führte Marielle Heller, die auch das Drehbuch schrieb. Es handelt sich bei Nightbitch nach The Diary of a Teenage Girl von 2015, Can You Ever Forgive Me? von 2018, Der wunderbare Mr. Rogers von 2019 und What the Constitution Means to Me von 2020 um den fünften Spielfilm der US-Amerikanerin, bei dem sie Regie führte.
Hellers Drehbuch, wie auch Yoders Roman, bezeichnen die Protagonistin nur als „Mutter“. Zum Prozess des Schreibens erklärte Heller, dies habe sie ein Jahr lang während der Coronavirus-Pandemie erledigt, als ihr Ehemann, der Regisseur Jorma Taccone, weg und sie zum ersten Mal mit zwei Kindern, eines davon ein Säugling, allein zuhause war: „Es war ein Albtraum. Ich litt unter Schlafmangel“, so die Regisseurin. Auch Yoder musste ihren Roman in kurzen, konzentrierten Intervallen schreiben, immer wenn ihr kleiner Sohn in der Kindertagesstätte war.

### Besetzung und Dreharbeiten

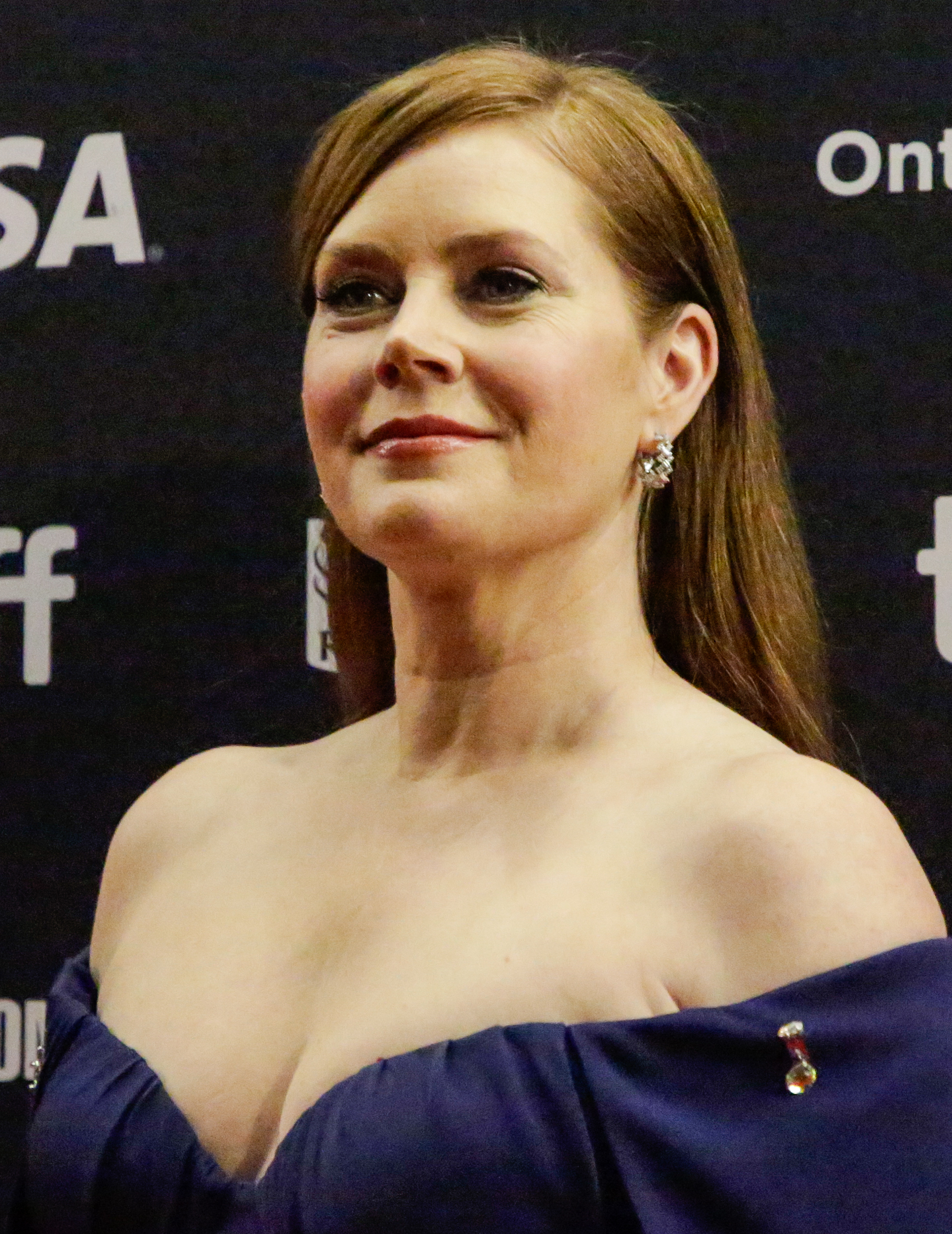
Amy Adams spielt die Mutter

Amy Adams spielt in der Hauptrolle die Künstlerin, die zur Hausfrau wird. Scoot McNairy ist in der Rolle ihres Mannes zu sehen. Die zur Zeit der Dreharbeiten dreijährigen Zwillinge Arleigh und Emmett Snowden spielen ihren Sohn. Mary Holland und Zoe Chao spielen Miriam und Jen, zwei andere Mütter, die ihre Kinder in die Spielgruppe in der Bibliothek bringen. In weiteren Rollen sind Kerry O’Malley, Ella Thomas und Michael Andrew Baker zu sehen.
Die Dreharbeiten wurden im Oktober 2022 begonnen. Als Kameramann fungierte, wie bei Hellers Can You Ever Forgive Me?, Brandon Trost.

### Filmmusik, Marketing und Veröffentlichung
Die Filmmusik komponierte Nate Heller, der Bruder der Regisseurin, mit dem sie bereits für The Diary of a Teenage Girl, Can You Ever Forgive Me? und Der wunderbare Mr. Rogers zusammenarbeitete.
Der erste Trailer wurde Anfang August 2024 vorgestellt. Die Premiere des Films fand am 8. September 2024 beim Toronto International Film Festival statt. Ende September, Anfang Oktober 2024 wird er beim Vancouver International Film Festival vorgestellt und hiernach beim Woodstock Film Festival und beim Montclair Film Festival. Am 13. Oktober 2024 wird er als Abschlussfilm des Hamptons International Film Festivals gezeigt, hiernach beim London Film Festival, beim Austin Film Festival, beim Austin Film Festival, beim AFI Fest und beim Chicago International Film Festival und Ende Oktober, Anfang November 2024 beim Adelaide Film Festival, beim Belfast Film Festival und beim Savannah Film Festival vorgestellt. Ende Oktober 2024 wird er bei der Viennale gezeigt. Die Vertriebsrechte in den USA liegen bei  Searchlight Pictures. Dort kam der Film am 6. Dezember 2024 in die Kinos.

### Synchronisation
Die deutsche Synchronisation entstand nach einem Dialogbuch von Sabine Völger und der Dialogregie von Bernhard Völger im Auftrag der Iyuno Germany GmbH in Berlin.

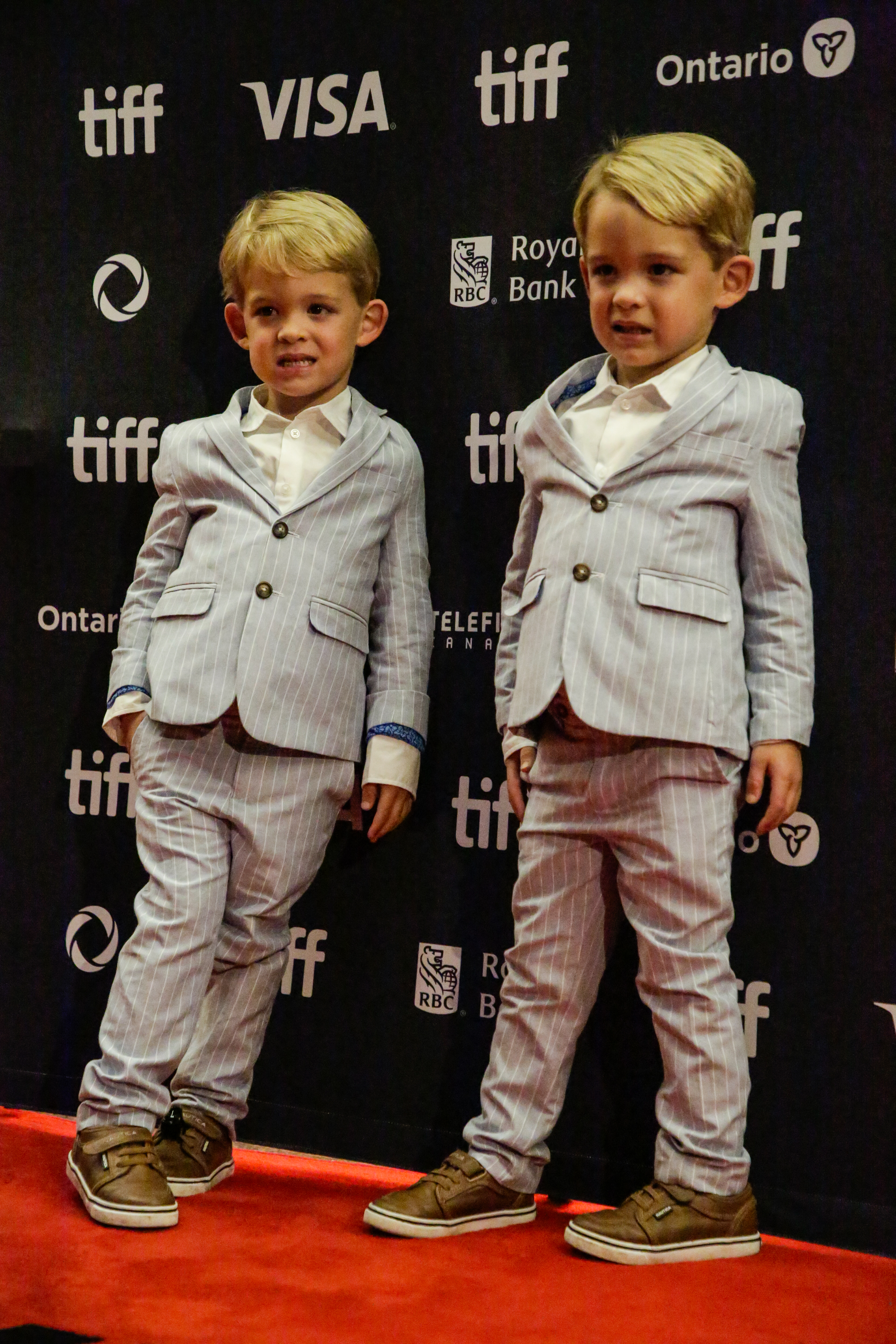
Arleigh und Emmett Snowden spielen den Sohn

| Darsteller          | Synchronsprecher     | Rolle                     |
| ------------------- | -------------------- | ------------------------- |
| Amy Adams           | Giuliana Jakobeit    | Mutter                    |
| Scoot McNairy       | Matthias Deutelmoser | Ehemann                   |
| Jessica Harper      | Denise Gorzelanny    | Norma                     |
| Adrienne Rose White | Noemi Ferrari        | Sally                     |
| Nate Heller         | Rafael Albert        | Anführer der Bücherbabies |
| Stacey Swift        | Daniela Hoffmann     | Freida                    |
| Kerry O'Malley      | Susanne von Medvey   | Großmutter                |
| Judith Moreland     | Anke Reitzenstein    | Hebamme                   |
| Zoe Chao            | Rubina Nath          | Jen                       |
| Garrett C. Phillips | Michael Gugel        | Kellner                   |
| Ethan Clark         | Eleanor Karstaedt    | kleines Mädchen           |
| Darius De La Cruz   | Sebastian Schulz     | Lemuel                    |
| Michaela Baham      | Milena Rybiczka      | Mutter (jung)             |

## Rezeption

### Altersfreigabe
In den USA erhielt der Film von der MPAA ein R-Rating, was einer Freigabe ab 17 Jahren entspricht.

### Kritiken
Von den bei Rotten Tomatoes aufgeführten Kritiken sind 59 Prozent positiv. Bei Metacritic erhielt der Film einen Metascore von 63 von 100 möglichen Punkten.

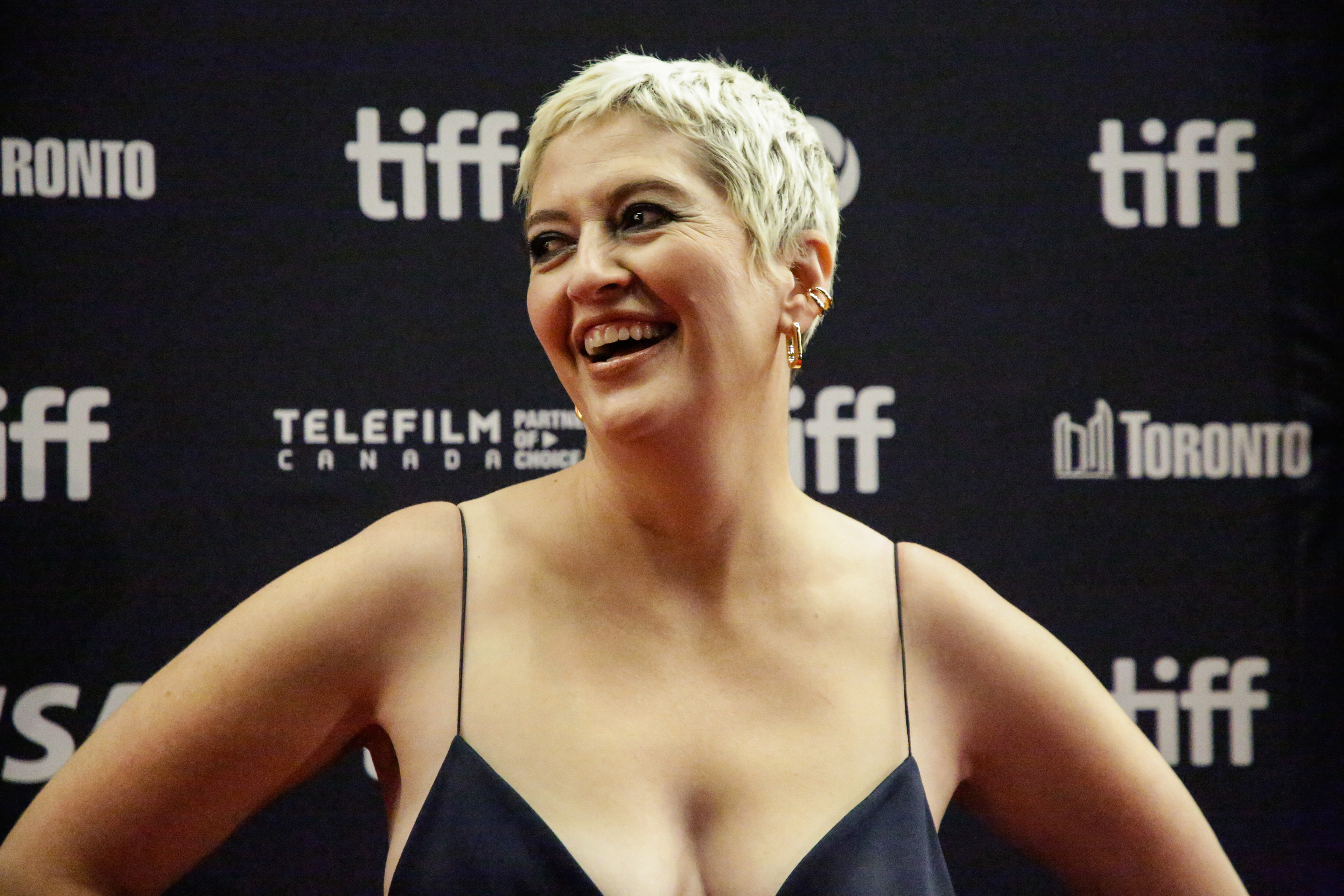
Regisseurin Marielle Heller

Tim Grierson schreibt in seiner Kritik für screendaily.com, Amy Adams’ gelegentlich wilde, oft bis ins Mark erschöpfte Rolle sei recht berührend. So faszinierend deren Verwandlung zunächst auch sei, nutze Nightbitch diese provokative Prämisse nicht voll aus, sondern konzentriere sich stattdessen auf die zunehmende häusliche Spannung zwischen Mutter und Ehemann.

### Auszeichnungen
Artios Awards 2025
- Nominierung für das Beste Casting in einem Comedy-Film[32]

Golden Globe Awards 2025
- Nominierung als Beste Hauptdarstellerin – Komödie/Musical (Amy Adams)

Independent Spirit Awards 2025
- Nominierung für die Beste Hauptrolle (Amy Adams)
- Nominierung für den Besten Filmschnitt (Anne McCabe)[33]

La Roche-sur-Yon International Film Festival 2024
- Auszeichnung mit dem Variété MadMovies Award (Marielle Heller)[34]

Michigan Movie Critics Guild Awards 2024
- Nominierung als Beste Hauptdarstellerin (Amy Adams)[35]

Montclair Film Festival 2024
- Auszeichnung mit dem Director Award (Marielle Heller)[14]

San Diego Film Critics Society Awards 2024
- Nominierung als Beste Schauspielerin (Amy Adams)[36]

Set Decorators Society of America Awards 2025
- Nominierung in der Kategorie Décor/Design of a Comedy or Musical Feature Film (Ryan Watson und Karen Murphy)[37]